# Peștere, Caraș-Severin
Peștere este un sat în comuna Constantin Daicoviciu din județul Caraș-Severin, Banat, România.

## Legături externe

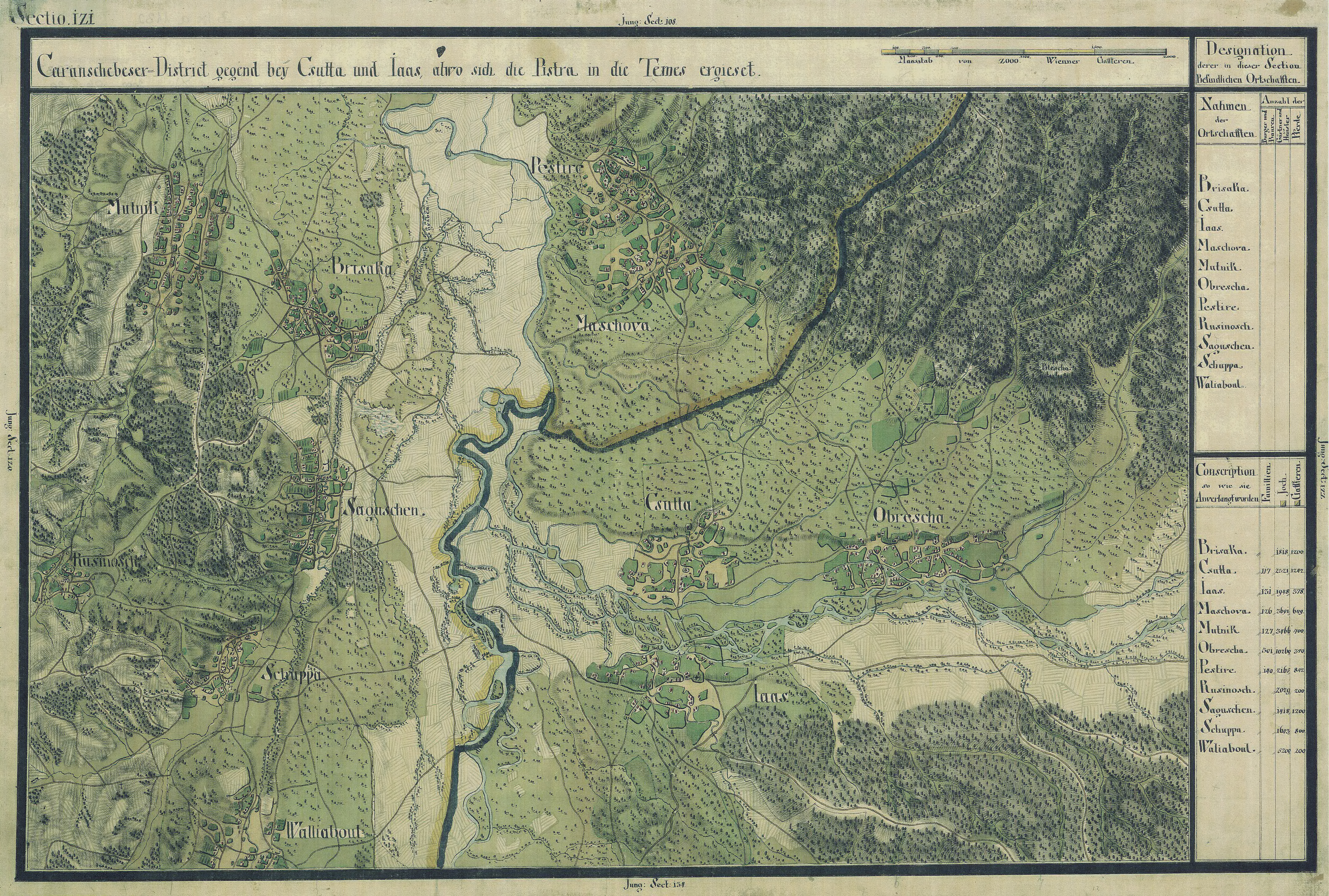
Peștere în Harta Iosefină a Banatului, 1769-72